# چنار (کاشان)
چنار (زواره)، روستایی از توابع بخش شهراب شهرستان اردستان در استان اصفهان ایران است.

## جمعیت
این روستا در دهستان شهراب قرار دارد و براساس سرشماری مرکز آمار ایران در سال ۱۳۸۵، جمعیت آن ۳۲۸ نفر (۸۴خانوار) بوده‌است.

## معرفی روستا
برای رفتن به این روستا از دو راهی اردستان زواره به سمت زواره و شهراب و دو راهی چنار می‌توان با خودرو رفت. کل مسیر اتوبان 4 بانده می‌باشد . از دو راهی اردستان زواره به سمت زواره و شهراب و سپس گردش به راست به سمت دو راهی چنار در میان مسیر می‌توان امامزاده حسین بن علی را در سمت چپ دید. آب انبار چنار در سمت غرب جاده قراردارد.

### محصولات
صنایع‌دستی روستا شامل قالیبافی است و فرش‌هایی با طرح کاشان در این روستا تولید می‌شود.
محصولات کشاورزی روستا شامل صیفی جات و گردو بادام و  انار می‌باشد .

### تصاویری از روستا

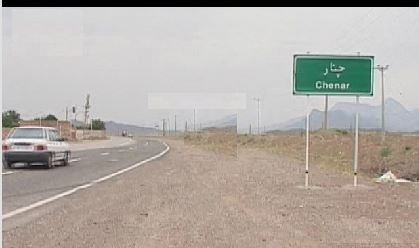
مسیر شهراب به چنار

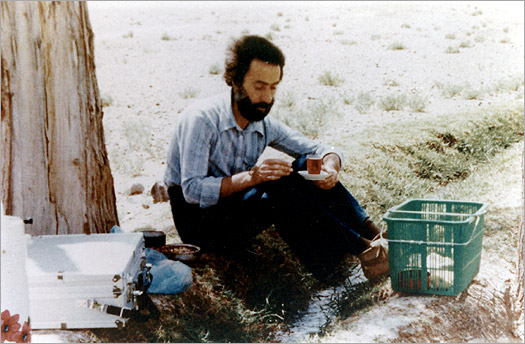
سهراب سپهری در روستای چنار